# 17412 Kroll
17412 Kroll (1988 KV) là một tiểu hành tinh vành đai chính được phát hiện ngày 24 tháng 5 năm 1988 bởi W. Landgraf ở Đài thiên văn Nam Âu.